# Серноводское (Крым)
Серново́дское (до 1948 года Джар-Кую́; укр. Сєрноводське, крымскотат. Car Quyu, Джар Къую) — село в Джанкойском районе Республики Крым, входит в состав Рощинского сельского поселения (согласно административно-территориальному делению Украины — Рощинского сельского совета Автономной Республики Крым).

## Население
| 2001 | 2014 |
| ---- | ---- |
| 446  | ↘314 |

Всеукраинская перепись 2001 года показала следующее распределение по носителям языка
| Язык             | Процент |
| ---------------- | ------- |
| русский          | 56,5    |
| крымскотатарский | 23,54   |
| украинский       | 18,16   |
| белорусский      | 1,12    |

### Динамика численности
| - 1864 год — 106 чел. - 1892 год — 5 чел. - 1900 год — 124 чел. - 1911 год — 33 чел. - 1915 год — 9/19 чел. - 1926 год — 44 чел. | - 1939 год — 70 чел. - 1989 год — 409 чел. - 2001 год — 446 чел. - 2009 год — 453 чел. - 2014 год — 314 чел. |

## Современное состояние
На 2017 год в Серноводском числится 5 улиц; на 2009 год, по данным сельсовета, село занимало площадь 112,2 гектара на которой, в 144 дворах, проживало 453 человека. В селе действуют сельский клуб

## География
Серноводское — село на юге района, в степном Крыму, у границы с Красногвардейским районом, на правом берегу реки Победная, высота центра села над уровнем моря — 22 м.
Ближайшие сёла: Краснодольное в 1 км на запад, Рощино в 2 км на север, Рубиновка в 5 км на восток и Плодородное Красногвардейского района в 3,5 км на юг. Расстояние до райцентра — около 17 километров (по шоссе), ближайшая железнодорожная станция — Отрадная — примерно в 7 километрах. Транспортное сообщение осуществляется по региональной автодороге 35Н-185 от шоссе 35А-002 граница с Украиной — Симферополь — Алушта — Ялта до Азовского (по украинской классификации — С-0-10461).

## Название
Историческое название села Джар-Кую, что можно перевести с крымскотатарского языка как «колодец у обрыва». Слово джар на степном диалекте крымскотатарского означает «обрыв», «круча», а къую — «колодец».

## История
Первое документальное упоминание села встречается в выписе из кадиарскаго сакка (книги) 1017—1022 хиджры за 1608 год, как Джаркую. ПоКамеральному Описании Крыма… 1784 года в последний период Крымского ханства Джурзен бочала входил в Бочалатский кадылык Карасубазарского каймаканства. Затем, видимо, вследствие эмиграции крымских татар в Турцию, последовавшую вслед за присоединением Крыма к России 8 февраля 1784 года, деревня опустела и в доступных источниках начала XIX века название не встречается.
Название встречается на карте 1836 года в деревне 11 дворов, а на карте 1842 года Джар-Кую обозначена условным знаком «малая деревня», то есть, менее 5 дворов.
В 1860-х годах, после земской реформы Александра II, деревню включили в состав Владиславской волости. Согласно «Памятной книжке Таврической губернии за 1867 год», Джаркуя была покинута жителями в 1860—1864 годах, в результате эмиграции крымских татар, особенно массовой после Крымской войны 1853—1856 годов, в Турцию и, под тем же названием заселена малороссиянами, что также зафиксировано в «Списке населённых мест Таврической губернии по сведениям 1864 года», составленном по результатам VIII ревизии 1864 года, где Джар-Кую, владельческая русская деревня, по левую сторону большой Чонгарской проселочной дороги, с 18 дворами и 106 жителями при колодцах. По обследованиям профессора А. Н. Козловского начала 1860-х годов, в селении была пресная вода в колодцах глубиной 2,5—3 сажени (5—6 м). Видимо, поселение оказалось недолговечным, поскольку на трёхверстовой карте Шуберта 1865 года оно ещё обозначено, а на карте, с корректурой 1876 года, селения уже нет.
Возрождено поселение было крымскими немцами лютеранами в 1882 году, как владение Э. А. Дубса Джаркуи, на 1000 десятинах земли в составе Эйгенфельдской волости, но в «Памятной книге Таврической губернии 1889 года» его ещё нет.
После земской реформы 1890 года Джаркуи отнесли к Тотанайской волости.
Согласно «…Памятной книжке Таврической губернии на 1892 год», в Джаркуне, приписанном только к волости, было 5 жителей в 2 домохозяйствах. По «…Памятной книжке Таврической губернии на 1900 год» на хуторе Джакуи (вместе с неким Тарханом) числилось 124 жителя в 16 дворах. В 1911 году в Джаркуи было 33 жителя, а по Статистическому справочнику Таврической губернии. Ч.II-я. Статистический очерк, выпуск пятый Перекопский уезд, 1915 год, на хуторе Джаркуи (Эдуарда Анд. Дубса) Тотанайской волости Перекопского уезда числилось 3 двора с немецким населением в количестве 9 человек приписных жителей и 19 «посторонних», из которых 16 мужчин и 12 женщин. При хуторе числилось 1000 десятин удобной земли. В хозяйстве имелось 64 лошади, 66 волов, 27 коров и 20 голов мелкого скота.
После установления в Крыму Советской власти, по постановлению Крымревкома от 8 января 1921 года № 206 «Об изменении административных границ» была упразднена волостная система и в составе Джанкойского уезда (преобразованного из Перекопского) был создан Джанкойский район. В 1922 году уезды преобразовали в округа. 11 октября 1923 года, согласно постановлению ВЦИК, в административное деление Крымской АССР были внесены изменения, в результате которых округа были ликвидированы, основной административной единицей стал Джанкойский район и село включили в его состав. Согласно Списку населённых пунктов Крымской АССР по Всесоюзной переписи 17 декабря 1926 года, в совхозе Джаркуи, Немецко-Джанкойского сельсовета (в котором село состояло до 1968 года) Джанкойского района, числилось 14 дворов, население составляло 44 человека. В национальном отношении учтено: 22 украинца, 16 русских, 4 немца, 1 белорус, 1 записан в графе «прочие». Постановлением КрымЦИКа от 30 октября 1930 года был создан Биюк-Онларский район (указом Президиума Верховного Совета РСФСР № 621/6 от 14 декабря 1944 года переименованный в Октябрьский), теперь как немецкий национальный, в который включили Джаркуи. В 1935 году, при разукрупнении районов, из Биюк-Онларского района был выделен, также немецкий, Тельманский район (переименованный указом ВС РСФСР № 621/6 от 14 декабря 1944 года в Красногвардейский), которому переподчинили село. По данным всесоюзной переписи населения 1939 года в селе проживало 70 человек.
Вскоре после начала Великой Отечественной войны, 18 августа 1941 года крымские немцы были выселены, сначала в Ставропольский край, а затем в Сибирь и северный Казахстан. После освобождения Крыма от фашистов в апреле, 12 августа 1944 года было принято постановление № ГОКО-6372с «О переселении колхозников в районы Крыма» и в сентябре 1944 года в район приехали первые новоселы (27 семей) из Каменец-Подольской и Киевской областей, а в начале 1950-х годов последовала вторая волна переселенцев из различных областей Украины. Указом Президиума Верховного Совета РСФСР от 18 мая 1948 года, Джеркун (или Джел-Кую) переименовали в деревню Серноводская. 1 января 1965 года, указом Президиума ВС УССР «О внесении изменений в административное районирование УССР — по Крымской области», Серноводское включили в состав Джанкойского района, в 1968 году образован Рощинский совет и село переподчинили ему. По данным переписи 1989 года в селе проживало 409 человек. С 12 февраля 1991 года село в восстановленной Крымской АССР, 26 февраля 1992 года переименованной в Автономную Республику Крым. С 21 марта 2014 года в составе Крыма аннексировано Россией.

## Известные уроженцы
- Белоненко Олег Дмитриевич (1949—2000) — советский и российский машиностроитель, вице-президент ОАО «КамАЗ» по новым видам бизнеса (1996—1997), генеральный директор ОАО «Уралмашзавод» (1999—2000).